# Tarenna hoaensis
Tarenna hoaensis är en måreväxtart som beskrevs av Charles-Joseph Marie Pitard. Tarenna hoaensis ingår i släktet Tarenna och familjen måreväxter. Inga underarter finns listade i Catalogue of Life.